# Листонос Макконнелла
Листонос Макконнелла (лат. Mesophylla macconnelli) — вид летучих мышей монотипического рода Mesophylla семейства листоносых, обитающий в Центральной и Южной Америке. Название дано в честь британского путешественника и коллекционера Фредерика Макконнелла (1868—1914).
Длина тела от 43 до 52 мм, длина предплечья от 29 до 33 мм, длина ступни от 8 до 12 мм, длина ушей от 12 до 15 мм и масса до 8 г. Не имеет хвоста. Мех плотный и компактный. Голова и передняя часть спины буровато-белая, спина более коричневатая. Брюшная часть беловато-жёлтого цвета. Уши ярко-жёлтые. Зубная формула: 2/2, 1/1, 2/2, 2/3 = 30. Кариотип 2n = 21-22, FN = 20.
Живёт в зрелых вечнозелёных лесах, нарушенных низменных тропических лесах на высоте до 1100 метров над уровнем моря.
Питается фруктами. Ночуют малыми группами (до 8 особей) в палатках из пальмовых листьев. Самки уединённо отдыхают вместе с детьми.